# 乗工社
乗工社（じょうこうしゃ 英名 : JOE WORKS）は、かつて存在した日本の鉄道模型メーカーである。モデルスイモンがそのブランドを継承した。
鉄道模型趣味誌上で活動していたアマチュア模型グループの「けむりプロ」や「87.PRECINCT（87分署）」の主力メンバーであった倉持尚弘は勤めていた広告会社を退職し、珊瑚模型店から発売されたナローゲージ蒸気機関車の模型「ダックス」などを基礎として、1974年（昭和49年）に創業した。当初はHOナローゲージ (HOe) の製品を主体とし、「パワーユニット (PU)」なるプラスティック製フレーム＋キャラメルモーターの動力装置をSL、DL等に積極的に採用して多車種を販売、Nゲージのボディーキットやミニランドと称するフリーランスの米国型ナローゲージを手掛けた。そしてつつじヶ丘駅近くにショールームを設けていた。また技術力の高さにより、フェロースイスグループの一員として高級ブラスモデルの生産を引き受けていた。このため一時期日本型製品の生産を中断していた。
国鉄（日本国有鉄道）型の製品、1/87スケール12ｍｍゲージ（乗工社ではHOjと呼称）の2120形蒸気機関車を1983年に発売したのを皮切りに1993年にはD51形蒸気機関車を発売した。完成品ではシンガーフィニッシュと呼称したウェザリングを施したバリエーションを通常の完成品より高値で販売していた。
また、1/80スケール16.5ｍｍゲージ（HO/16番ゲージ）の製品を乗工社の別ブランド、三田模型名義で発売していた。
1999年には、創業25周年記念として、C56形蒸気機関車をNゲージ完成品として発売したが、2000年に破産し、廃業となった。その後、モデルスイモンが一部の予定品の発売を引き継いでいる。近年では乗工社のブランドでも製品を発売している。

## 特記事項
- 加藤製作所製の小型DL（大井川鐵道のDB1等）製品や酒井工作所製の小型DLでは、台枠に「KATO WORKS」ないし「SAKAI WORKS」と刻まれるべき部分を「JOE WORKS」としている。
- 同様に初期製品のKOPPELも、銘板に「JOE WORKS」と刻まれている。
- 『ナローゲージモデル＆ジオラマ』企画室NEKO、1980年発行